# Grand Prix Austrii 2023
Grand Prix Austrii 2023, oficjalnie Formula 1 Rolex Großer Preis von Österreich 2023 – dziewiąta runda Mistrzostw Świata Formuły 1 w sezonie 2023. Grand Prix odbyło się w dniach 30 czerwca – 2 lipca 2023 na torze Red Bull Ring w Spielbergu. Wyścig, po starcie z pole position, wygrał Max Verstappen (Red Bull Racing), a na podium kolejno stanęli Charles Leclerc (Ferrari) oraz Sergio Pérez (Red Bull Racing).

## Lista startowa
| Nr          | Kierowca         | Zespół                                | Samochód                          | Silnik              | Opony |
| ----------- | ---------------- | ------------------------------------- | --------------------------------- | ------------------- | ----- |
| 1           | Max Verstappen   | Oracle Red Bull Racing                | Red Bull RB19                     | Honda RBPTH001      | P     |
| 2           | Logan Sargeant   | Williams Racing                       | Williams FW45                     | Mercedes-AMG F1 M14 | P     |
| 4           | Lando Norris     | McLaren F1 Team                       | McLaren MCL60                     | Mercedes-AMG F1 M14 | P     |
| 10          | Pierre Gasly     | BWT Alpine F1 Team                    | Alpine A523                       | Renault E-Tech RE23 | P     |
| 11          | Sergio Pérez     | Oracle Red Bull Racing                | Red Bull RB19                     | Honda RBPTH001      | P     |
| 14          | Fernando Alonso  | Aston Martin Aramco Cognizant F1 Team | Aston Martin AMR23                | Mercedes-AMG F1 M14 | P     |
| 16          | Charles Leclerc  | Scuderia Ferrari                      | Ferrari SF-23                     | Ferrari 066/10      | P     |
| 18          | Lance Stroll     | Aston Martin Aramco Cognizant F1 Team | Aston Martin AMR23                | Mercedes-AMG F1 M14 | P     |
| 20          | Kevin Magnussen  | MoneyGram Haas F1 Team                | Haas VF-23                        | Ferrari 066/10      | P     |
| 21          | Nyck de Vries    | Scuderia AlphaTauri                   | AlphaTauri AT04                   | Honda RBPTH001      | P     |
| 22          | Yūki Tsunoda     | Scuderia AlphaTauri                   | AlphaTauri AT04                   | Honda RBPTH001      | P     |
| 23          | Alexander Albon  | Williams Racing                       | Williams FW45                     | Mercedes-AMG F1 M14 | P     |
| 24          | Zhou Guanyu      | Alfa Romeo F1 Team Stake              | Alfa Romeo C43                    | Ferrari 066/10      | P     |
| 27          | Nico Hülkenberg  | MoneyGram Haas F1 Team                | Haas VF-23                        | Ferrari 066/10      | P     |
| 31          | Esteban Ocon     | BWT Alpine F1 Team                    | Alpine A523                       | Renault E-Tech RE23 | P     |
| 44          | Lewis Hamilton   | Mercedes-AMG PETRONAS F1 Team         | Mercedes-AMG F1 W14 E Performance | Mercedes-AMG F1 M14 | P     |
| 55          | Carlos Sainz Jr. | Scuderia Ferrari                      | Ferrari SF-23                     | Ferrari 066/10      | P     |
| 63          | George Russell   | Mercedes-AMG PETRONAS F1 Team         | Mercedes-AMG F1 W14 E Performance | Mercedes-AMG F1 M14 | P     |
| 77          | Valtteri Bottas  | Alfa Romeo F1 Team Stake              | Alfa Romeo C43                    | Ferrari 066/10      | P     |
| 81          | Oscar Piastri    | McLaren F1 Team                       | McLaren MCL60                     | Mercedes-AMG F1 M14 | P     |
| Źródło: FIA |                  |                                       |                                   |                     |       |

## Wyniki

### Zwycięzca sesji treningowej
| Nr          | Kierowca       | Konstruktor                | Czas     | Okr. |
| ----------- | -------------- | -------------------------- | -------- | ---- |
| 1           | Max Verstappen | Red Bull Racing-Honda RBPT | 1:05,742 | 30   |
| Źródło: FIA |                |                            |          |      |

### Kwalifikacje
| P                    | Nr | Kierowca         | Konstruktor                  | Czasy w kwalifikacjach | Czasy w kwalifikacjach | Czasy w kwalifikacjach | Poz. s. |
| P                    | Nr | Kierowca         | Konstruktor                  | Q1                     | Q2                     | Q3                     | Poz. s. |
| -------------------- | -- | ---------------- | ---------------------------- | ---------------------- | ---------------------- | ---------------------- | ------- |
| 1                    | 1  | Max Verstappen   | Red Bull Racing-Honda RBPT   | 1:05,116               | 1:04,951               | 1:04,391               | 1       |
| 2                    | 16 | Charles Leclerc  | Ferrari                      | 1:05,577               | 1:05,087               | 1:04,439               | 2       |
| 3                    | 55 | Carlos Sainz Jr. | Ferrari                      | 1:05,339               | 1:04,975               | 1:04,581               | 3       |
| 4                    | 4  | Lando Norris     | McLaren-Mercedes             | 1:05,617               | 1:05,038               | 1:04,658               | 4       |
| 5                    | 44 | Lewis Hamilton   | Mercedes                     | 1:05,673               | 1:05,188               | 1:04,819               | 5       |
| 6                    | 18 | Lance Stroll     | Aston Martin Aramco-Mercedes | 1:05,710               | 1:05,121               | 1:04,893               | 6       |
| 7                    | 14 | Fernando Alonso  | Aston Martin Aramco-Mercedes | 1:05,655               | 1:05,181               | 1:04,911               | 7       |
| 8                    | 27 | Nico Hülkenberg  | Haas-Ferrari                 | 1:05,740               | 1:05,362               | 1:05,090               | 8       |
| 9                    | 10 | Pierre Gasly     | Alpine-Renault               | 1:05,515               | 1:05,308               | 1:05,170               | 9       |
| 10                   | 23 | Alexander Albon  | Williams-Mercedes            | 1:05,673               | 1:05,387               | 1:05,823               | 10      |
| 11                   | 63 | George Russell   | Mercedes                     | 1:05,686               | 1:05,428               |                        | 11      |
| 12                   | 31 | Esteban Ocon     | Alpine-Renault               | 1:05,729               | 1:05,453               |                        | 12      |
| 13                   | 81 | Oscar Piastri    | McLaren-Mercedes             | 1:05,683               | 1:05,605               |                        | 13      |
| 14                   | 77 | Valtteri Bottas  | Alfa Romeo-Ferrari           | 1:05,763               | 1:05,680               |                        | 14      |
| 15                   | 11 | Sergio Pérez     | Red Bull Racing-Honda RBPT   | 1:05,177               | 2:06,688               |                        | 15      |
| 16                   | 22 | Yūki Tsunoda     | AlphaTauri-Honda RBPT        | 1:05,784               |                        |                        | 16      |
| 17                   | 24 | Zhou Guanyu      | Alfa Romeo-Ferrari           | 1:05,818               |                        |                        | 17      |
| 18                   | 2  | Logan Sargeant   | Williams-Mercedes            | 1:05,948               |                        |                        | 18      |
| 19                   | 20 | Kevin Magnussen  | Haas-Ferrari                 | 1:05,971               |                        |                        | PL      |
| 20                   | 21 | Nyck de Vries    | AlphaTauri-Honda RBPT        | 1:05,974               |                        |                        | PL      |
| 107% czasu: 1:09,674 |    |                  |                              |                        |                        |                        |         |
| Źródło: FIA          |    |                  |                              |                        |                        |                        |         |

Uwagi
1. ↑  Kevin Magnussen zakwalifikował się na dziewiętnastym miejscu, ale został zobligowany do startu z alei serwisowej za zmianę ustawień zawieszenia w warunkach parc fermé[4].
2. ↑  Nyck de Vries zakwalifikował się na dwudziestym miejscu, ale został zobligowany do startu z alei serwisowej za zmianę elementów silnika, ustawień zawieszenia i tylnego skrzydła o innej specyfikacji w warunkach parc fermé[5].

### Sprint Shootout
| P                    | Nr | Kierowca         | Konstruktor                  | Czasy w shootoucie | Czasy w shootoucie | Czasy w shootoucie | Poz. s. |
| P                    | Nr | Kierowca         | Konstruktor                  | SQ1                | SQ2                | SQ3                | Poz. s. |
| -------------------- | -- | ---------------- | ---------------------------- | ------------------ | ------------------ | ------------------ | ------- |
| 1                    | 1  | Max Verstappen   | Red Bull Racing-Honda RBPT   | 1:06,236           | 1:05,371           | 1:04,440           | 1       |
| 2                    | 11 | Sergio Pérez     | Red Bull Racing-Honda RBPT   | 1:06,924           | 1:05,836           | 1:04,933           | 2       |
| 3                    | 4  | Lando Norris     | McLaren-Mercedes             | 1:06,723           | 1:05,699           | 1:05,010           | 3       |
| 4                    | 27 | Nico Hülkenberg  | Haas-Ferrari                 | 1:06,548           | 1:06,091           | 1:05,084           | 4       |
| 5                    | 55 | Carlos Sainz Jr. | Ferrari                      | 1:06,187           | 1:05,434           | 1:05,136           | 5       |
| 6                    | 16 | Charles Leclerc  | Ferrari                      | 1:07,061           | 1:05,673           | 1:05,245           | 9       |
| 7                    | 14 | Fernando Alonso  | Aston Martin Aramco-Mercedes | 1:06,611           | 1:05,759           | 1:05,258           | 6       |
| 8                    | 18 | Lance Stroll     | Aston Martin Aramco-Mercedes | 1:06,569           | 1:05,914           | 1:05,347           | 7       |
| 9                    | 31 | Esteban Ocon     | Alpine-Renault               | 1:06,840           | 1:05,604           | 1:05,366           | 8       |
| 10                   | 20 | Kevin Magnussen  | Haas-Ferrari                 | 1:06,629           | 1:05,730           | 1:05,912           | 10      |
| 11                   | 23 | Alexander Albon  | Williams-Mercedes            | 1:06,892           | 1:06,152           |                    | 11      |
| 12                   | 10 | Pierre Gasly     | Alpine-Renault               | 1:06,873           | 1:06,360           |                    | 12      |
| 13                   | 22 | Yūki Tsunoda     | AlphaTauri-Honda RBPT        | 1:06,896           | 1:06,369           |                    | 13      |
| 14                   | 21 | Nyck de Vries    | AlphaTauri-Honda RBPT        | 1:06,704           | 1:06,593           |                    | 14      |
| 15                   | 63 | George Russell   | Mercedes                     | 1:06,653           | –                  |                    | 15      |
| 16                   | 24 | Zhou Guanyu      | Alfa Romeo-Ferrari           | 1:07,062           |                    |                    | 16      |
| 17                   | 81 | Oscar Piastri    | McLaren-Mercedes             | 1:07,106           |                    |                    | 17      |
| 18                   | 44 | Lewis Hamilton   | Mercedes                     | 1:07,282           |                    |                    | 18      |
| 19                   | 77 | Valtteri Bottas  | Alfa Romeo-Ferrari           | 1:07,291           |                    |                    | 19      |
| 20                   | 2  | Logan Sargeant   | Williams-Mercedes            | 1:07,426           |                    |                    | 20      |
| 107% czasu: 1:10,820 |    |                  |                              |                    |                    |                    |         |
| Źródło: FIA          |    |                  |                              |                    |                    |                    |         |

Uwagi
1. ↑  Charles Leclerc zakwalifikował się do sprintu na szóstym miejscu, ale otrzymał karę cofnięcia o 3 pozycje za zablokowania Oscara Piastriego w pierwszej części shootoutu[8].
2. ↑  Ponieważ sprint shootout odbywał się na mokrym torze, reguła 107% nie obowiązywała[9].

### Sprint
| P           | Nr | Kierowca         | Konstruktor                  | Okr. | Czas      | Start | +/−       | Punkty |
| ----------- | -- | ---------------- | ---------------------------- | ---- | --------- | ----- | --------- | ------ |
| 1           | 1  | Max Verstappen   | Red Bull Racing-Honda RBPT   | 24   | 30:26,730 | 1     | Bez zmian | 8      |
| 2           | 11 | Sergio Pérez     | Red Bull Racing-Honda RBPT   | 24   | +21,048   | 2     | Bez zmian | 7      |
| 3           | 55 | Carlos Sainz Jr. | Ferrari                      | 24   | +23,088   | 5     | 2         | 6      |
| 4           | 18 | Lance Stroll     | Aston Martin Aramco-Mercedes | 24   | +29,703   | 7     | 3         | 5      |
| 5           | 14 | Fernando Alonso  | Aston Martin Aramco-Mercedes | 24   | +30,109   | 6     | 1         | 4      |
| 6           | 27 | Nico Hülkenberg  | Haas-Ferrari                 | 24   | +31,297   | 4     | 2         | 3      |
| 7           | 31 | Esteban Ocon     | Alpine-Renault               | 24   | +36,602   | 8     | 1         | 2      |
| 8           | 63 | George Russell   | Mercedes                     | 24   | +36,611   | 15    | 7         | 1      |
| 9           | 4  | Lando Norris     | McLaren-Mercedes             | 24   | +38,608   | 3     | 6         |        |
| 10          | 44 | Lewis Hamilton   | Mercedes                     | 24   | +46,375   | 18    | 8         |        |
| 11          | 81 | Oscar Piastri    | McLaren-Mercedes             | 24   | +49,807   | 17    | 6         |        |
| 12          | 16 | Charles Leclerc  | Ferrari                      | 24   | +50,789   | 9     | 3         |        |
| 13          | 23 | Alexander Albon  | Williams-Mercedes            | 24   | +52,848   | 11    | 2         |        |
| 14          | 20 | Kevin Magnussen  | Haas-Ferrari                 | 24   | +56,593   | 10    | 4         |        |
| 15          | 10 | Pierre Gasly     | Alpine-Renault               | 24   | +57,652   | 12    | 3         |        |
| 16          | 22 | Yūki Tsunoda     | AlphaTauri-Honda RBPT        | 24   | +1:04,822 | 13    | 3         |        |
| 17          | 21 | Nyck de Vries    | AlphaTauri-Honda RBPT        | 24   | +1:05,617 | 14    | 3         |        |
| 18          | 2  | Logan Sargeant   | Williams-Mercedes            | 24   | +1:06,059 | 20    | 2         |        |
| 19          | 24 | Zhou Guanyu      | Alfa Romeo-Ferrari           | 24   | +1:10,825 | 16    | 3         |        |
| 20          | 77 | Valtteri Bottas  | Alfa Romeo-Ferrari           | 24   | +1:16,435 | 19    | 1         |        |
| Źródło: FIA |    |                  |                              |      |           |       |           |        |

### Najszybsze okrążenie w sprincie
| Nr          | Kierowca        | Konstruktor  | Czas     | Okr. |
| ----------- | --------------- | ------------ | -------- | ---- |
| 27          | Nico Hülkenberg | Haas-Ferrari | 1:10,180 | 24   |
| Źródło: FIA |                 |              |          |      |

### Prowadzenie w sprincie
| Nr                              | Kierowca       | Konstruktor                | Okrążenia | Suma |
| ------------------------------- | -------------- | -------------------------- | --------- | ---- |
| 1                               | Max Verstappen | Red Bull Racing-Honda RBPT | 1–24      | 24   |
| \| Wykres \| \| ------ \| \| \| |                |                            |           |      |
| Źródło: FIA                     |                |                            |           |      |
| Wykres                          |                |                            |           |      |
|                                 |                |                            |           |      |

### Wyścig
| P           | Nr | Kierowca         | Konstruktor                  | Okr. | Czas         | Start | +/−       | Punkty |
| ----------- | -- | ---------------- | ---------------------------- | ---- | ------------ | ----- | --------- | ------ |
| 1           | 1  | Max Verstappen   | Red Bull Racing-Honda RBPT   | 71   | 1:25:33,607  | 1     | Bez zmian | 25+1   |
| 2           | 16 | Charles Leclerc  | Ferrari                      | 71   | +5,155       | 2     | Bez zmian | 18     |
| 3           | 11 | Sergio Pérez     | Red Bull Racing-Honda RBPT   | 71   | +17,188      | 15    | 12        | 15     |
| 4           | 4  | Lando Norris     | McLaren-Mercedes             | 71   | +26,327      | 4     | Bez zmian | 12     |
| 5           | 14 | Fernando Alonso  | Aston Martin Aramco-Mercedes | 71   | +30,317      | 7     | 2         | 10     |
| 6           | 55 | Carlos Sainz Jr. | Ferrari                      | 71   | +31,377      | 3     | 3         | 8      |
| 7           | 63 | George Russell   | Mercedes                     | 71   | +48,403      | 11    | 4         | 6      |
| 8           | 44 | Lewis Hamilton   | Mercedes                     | 71   | +49,196      | 5     | 3         | 4      |
| 9           | 18 | Lance Stroll     | Aston Martin Aramco-Mercedes | 71   | +59,043      | 6     | 3         | 2      |
| 10          | 10 | Pierre Gasly     | Alpine-Renault               | 71   | +1:07,667    | 9     | 1         | 1      |
| 11          | 23 | Alexander Albon  | Williams-Mercedes            | 71   | +1:19,767    | 10    | 1         |        |
| 12          | 24 | Zhou Guanyu      | Alfa Romeo-Ferrari           | 70   | +1 okrążenie | 17    | 5         |        |
| 13          | 2  | Logan Sargeant   | Williams-Mercedes            | 70   | +1 okrążenie | 18    | 5         |        |
| 14          | 31 | Esteban Ocon     | Alpine-Renault               | 70   | +1 okrążenie | 12    | 2         |        |
| 15          | 77 | Valtteri Bottas  | Alfa Romeo-Ferrari           | 70   | +1 okrążenie | 14    | 1         |        |
| 16          | 81 | Oscar Piastri    | McLaren-Mercedes             | 70   | +1 okrążenie | 13    | 3         |        |
| 17          | 21 | Nyck de Vries    | AlphaTauri-Honda RBPT        | 70   | +1 okrążenie | PL    | 3         |        |
| 18          | 20 | Kevin Magnussen  | Haas-Ferrari                 | 70   | +1 okrążenie | PL    | 1         |        |
| 19          | 22 | Yūki Tsunoda     | AlphaTauri-Honda RBPT        | 70   | +1 okrążenie | 16    | 3         |        |
| NS          | 27 | Nico Hülkenberg  | Haas-Ferrari                 | 12   | NU (silnik)  | 8     |           |        |
| Źródło: FIA |    |                  |                              |      |              |       |           |        |

Uwagi
1. ↑  Dodatkowy 1 punkt jest przyznawany kierowcy, który ustanowił najszybsze okrążenie w wyścigu, pod warunkiem, że ukończył wyścig w pierwszej 10.
2. ↑  Carlos Sainz Jr. ukończył wyścig na czwartym miejscu, ale otrzymał karę 10 sekund doliczonych do uzyskanego czasu za przekroczenie limitów toru[14].
3. ↑  Lewis Hamilton ukończył wyścig na siódmym miejscu, ale otrzymał karę 10 sekund doliczonych do uzyskanego czasu za przekroczenie limitów toru[14].
4. ↑  Pierre Gasly ukończył wyścig na dziewiątym miejscu, ale otrzymał karę 10 sekund doliczonych do uzyskanego czasu za przekroczenie limitów toru[14].
5. ↑  Alexander Albon otrzymał karę 10 sekund doliczonych do uzyskanego czasu za przekroczenie limitów toru, ale kara nie wpłynęła na jego pozycję końcową[14].
6. ↑  Logan Sargeant otrzymał dwie kary, łącznie  15 sekund doliczonych do uzyskanego czasu, za przekroczenie limitów toru. Kary nie wpłynęły na jego pozycję końcową[15][14].
7. ↑  Esteban Ocon ukończył wyścig na dwunastym miejscu, ale otrzymał cztery kary, łącznie 30 sekund doliczonych do uzyskanego czasu, za przekroczenie limitów toru[14].
8. ↑  Nyck de Vries ukończył wyścig na piętnastym miejscu, ale otrzymał kary: 5 sekund za wypchnięcie Kevina Magnussena z toru[16] oraz łącznie 15 sekund za przekroczenie limitów toru[14]. Kary zostały doliczone do uzyskanego czasu.
9. ↑  Kevin Magnussen otrzymał karę 5 sekund doliczonych do uzyskanego czasu za przekroczenie limitów toru[17]. Po zsumowaniu kar innych zawodników awansował o jedną pozycję.
10. ↑  Yūki Tsunoda ukończył wyścig na siedemnastym miejscu, ale otrzymał dwie kary, łącznie 15 sekund doliczonych do uzyskanego czasu, za przekroczenie limitów toru[18][14].

### Najszybsze okrążenie
| Nr          | Kierowca       | Konstruktor                | Czas     | Okr. |
| ----------- | -------------- | -------------------------- | -------- | ---- |
| 1           | Max Verstappen | Red Bull Racing-Honda RBPT | 1:07,012 | 71   |
| Źródło: FIA |                |                            |          |      |

### Prowadzenie w wyścigu
| Nr                              | Kierowca        | Konstruktor                | Okrążenia   | Suma |
| ------------------------------- | --------------- | -------------------------- | ----------- | ---- |
| 1                               | Max Verstappen  | Red Bull Racing-Honda RBPT | 1–24, 35–71 | 61   |
| 16                              | Charles Leclerc | Ferrari                    | 25–34       | 10   |
| \| Wykres \| \| ------ \| \| \| |                 |                            |             |      |
| Źródło: FIA                     |                 |                            |             |      |
| Wykres                          |                 |                            |             |      |
|                                 |                 |                            |             |      |

## Klasyfikacja po wyścigu

### Kierowcy
W przypadku sprintu uwzględniono jedynie zdobycz punktową.
| P           | +/−       | Kierowca         | Zgł. | Punkty | P1 | P2 | P3 | PP | NO | NS | NU |
| ----------- | --------- | ---------------- | ---- | ------ | -- | -- | -- | -- | -- | -- | -- |
| 1           | Bez zmian | Max Verstappen   | 9    | 229    | 7  | 2  | –  | 6  | 4  | –  | –  |
| 2           | Bez zmian | Sergio Pérez     | 9    | 148    | 2  | 2  | 1  | 2  | 2  | –  | –  |
| 3           | Bez zmian | Fernando Alonso  | 9    | 131    | –  | 2  | 4  | –  | –  | –  | –  |
| 4           | Bez zmian | Lewis Hamilton   | 9    | 106    | –  | 2  | 1  | –  | 1  | –  | –  |
| 5           | Bez zmian | Carlos Sainz Jr. | 9    | 82     | –  | –  | –  | –  | –  | –  | –  |
| 6           | 1         | Charles Leclerc  | 9    | 72     | –  | 1  | 1  | 1  | –  | 2  | 2  |
| 7           | 1         | George Russell   | 9    | 72     | –  | –  | 1  | –  | 1  | 2  | 2  |
| 8           | Bez zmian | Lance Stroll     | 9    | 44     | –  | –  | –  | –  | –  | 2  | 2  |
| 9           | Bez zmian | Esteban Ocon     | 9    | 31     | –  | –  | 1  | –  | –  | 1  | 2  |
| 10          | 1         | Lando Norris     | 9    | 24     | –  | –  | –  | –  | –  | –  | –  |
| 11          | 1         | Pierre Gasly     | 9    | 16     | –  | –  | –  | –  | –  | –  | 1  |
| 12          | 1         | Nico Hülkenberg  | 9    | 9      | –  | –  | –  | –  | –  | 1  | 1  |
| 13          | 1         | Alexander Albon  | 9    | 7      | –  | –  | –  | –  | –  | 2  | 2  |
| 14          | Bez zmian | Oscar Piastri    | 9    | 5      | –  | –  | –  | –  | –  | 1  | 1  |
| 15          | Bez zmian | Valtteri Bottas  | 9    | 5      | –  | –  | –  | –  | –  | –  | –  |
| 16          | Bez zmian | Zhou Guanyu      | 9    | 4      | –  | –  | –  | –  | 1  | 1  | 1  |
| 17          | Bez zmian | Yūki Tsunoda     | 9    | 2      | –  | –  | –  | –  | –  | –  | –  |
| 18          | Bez zmian | Kevin Magnussen  | 9    | 2      | –  | –  | –  | –  | –  | –  | 2  |
| 19          | 1         | Logan Sargeant   | 9    | 0      | –  | –  | –  | –  | –  | 1  | 2  |
| 20          | 1         | Nyck de Vries    | 9    | 0      | –  | –  | –  | –  | –  | 1  | 2  |
| Źródło: FIA |           |                  |      |        |    |    |    |    |    |    |    |

### Konstruktorzy
W przypadku sprintu uwzględniono jedynie zdobycz punktową.
| P           | +/−       | Konstruktor                  | Zgł. | Punkty | P1 | P2 | P3 | PP | NO | NS | NU |
| ----------- | --------- | ---------------------------- | ---- | ------ | -- | -- | -- | -- | -- | -- | -- |
| 1           | Bez zmian | Red Bull Racing-Honda RBPT   | 18   | 377    | 9  | 4  | 1  | 8  | 6  | –  | –  |
| 2           | Bez zmian | Mercedes                     | 18   | 178    | –  | 2  | 2  | –  | 2  | 2  | 2  |
| 3           | Bez zmian | Aston Martin Aramco-Mercedes | 18   | 175    | –  | 2  | 4  | –  | –  | 2  | 2  |
| 4           | Bez zmian | Ferrari                      | 18   | 154    | –  | 1  | 1  | 1  | –  | 2  | 2  |
| 5           | Bez zmian | Alpine-Renault               | 18   | 47     | –  | –  | 1  | –  | –  | 1  | 3  |
| 6           | Bez zmian | McLaren-Mercedes             | 18   | 29     | –  | –  | –  | –  | –  | 1  | 1  |
| 7           | 1         | Haas-Ferrari                 | 18   | 11     | –  | –  | –  | –  | –  | 1  | 3  |
| 8           | 1         | Alfa Romeo-Ferrari           | 18   | 9      | –  | –  | –  | –  | 1  | 1  | 1  |
| 9           | Bez zmian | Williams-Mercedes            | 18   | 7      | –  | –  | –  | –  | –  | 3  | 4  |
| 10          | Bez zmian | AlphaTauri-Honda RBPT        | 18   | 2      | –  | –  | –  | –  | –  | 1  | 2  |
| Źródło: FIA |           |                              |      |        |    |    |    |    |    |    |    |